# مدوی (اوهایو)
مدوی (به انگلیسی: Medway) یک منطقهٔ مسکونی در ایالات متحده آمریکا است که در شهرستان کلارک، اوهایو واقع شده‌است. مدوی ۲۷۴ متر بالاتر از سطح دریا واقع شده‌است.